# Battaglia di Philippopolis
La battaglia di Philippopolis fu combattuta nel 250 tra l'Impero romano ed i Goti. La battaglia si svolse presso la città trace di Philippopolis, l'odierna Plovdiv, in Bulgaria.

## Storia
I Goti erano guidati da re Cniva e, dopo un lungo assedio, uscirono vittoriosi. In seguito il re si alleò con il capo della città e con il governatore della Tracia, Tito Giulio Prisco, per affrontare l'imperatore romano Decio.